# Spezialisierte Einsatzkräfte Marine
Die Spezialisierten Einsatzkräfte Marine (SEK M) waren ein infanteristischer Verband der Deutschen Marine in Bataillonsstärke, welcher in Eckernförde stationiert war. Sie unterstanden der Einsatzflottille 1 und bildeten zusammen mit den Marineschutzkräften die infanteristische Komponente der Marine.
In ihr waren die Kampfschwimmer, Minentaucher und die Bordeinsatzkompanie zusammengefasst.
Das Bataillon wurde 1997 aufgestellt und zum 1. April 2014 aufgelöst. Ihre Aufgaben werden durch die zum 1. April 2014 neu aufgestellten Verbände Seebataillon und Kommando Spezialkräfte der Marine fortgeführt.

## Organisation
Dem Kommandeur untersteht die Organisation:
| Stab                                | Stab                                 | Stab                         | Stab                              | Stab                              | Stab                    | Stab                                                            | Stab                                 | Stab                                 | Stab                                 | Stab                                | Stab                                |
| ----------------------------------- | ------------------------------------ | ---------------------------- | --------------------------------- | --------------------------------- | ----------------------- | --------------------------------------------------------------- | ------------------------------------ | ------------------------------------ | ------------------------------------ | ----------------------------------- | ----------------------------------- |
| S1                                  | S1                                   | S2/S3/S6 Einsatz             | S2/S3/S6 Einsatz                  | S2/S3/S6 Einsatz                  | S2/S3/S6 Einsatz        | S2/S3/S6 Einsatz                                                | S2/S3/S6 Einsatz                     | S4                                   | S4                                   | Sanitätsbereich                     | Sanitätsbereich                     |
| Mehrzweck- landungsboot L 762 Lachs | Mehrzweck- landungsboot L 765 Schlei | S3E/S3A (Planung/Ausbildung) | EOD/IEDD-Zug                      | EOD/IEDD-Zug                      | Führungs- unterstützung | Nachrichten- gewinnung und Aufklärung / Militärische Sicherheit | Schnelle Einsatzgruppe               |                                      |                                      | Arztgruppe 1                        | Arztgruppe 2                        |
| Mehrzweck- landungsboot L 762 Lachs | Mehrzweck- landungsboot L 765 Schlei | Lageführung                  | Kampfmittel- beseitigungsgruppe 1 | Kampfmittel- beseitigungsgruppe 2 | Führungs- unterstützung | Nachrichten- gewinnung und Aufklärung / Militärische Sicherheit | Schnelle Einsatzgruppe               |                                      |                                      | Arztgruppe 1                        | Arztgruppe 2                        |
| Kampfschwimmerkompanie              |                                      |                              |                                   |                                   |                         |                                                                 |                                      |                                      |                                      |                                     |                                     |
| Einsatz- team I                     | Einsatz- team I                      | Einsatz- team II             | Einsatz- team II                  | Einsatz- team III                 | Einsatz- team III       | Einsatz- unterstützungs- gruppe Land                            | Einsatz- unterstützungs- gruppe Land | Einsatz- unterstützungs- gruppe Luft | Einsatz- unterstützungs- gruppe Luft | Einsatz- unterstützungs- gruppe See | Einsatz- unterstützungs- gruppe See |
| Minentaucherkompanie                |                                      |                              |                                   |                                   |                         |                                                                 |                                      |                                      |                                      |                                     |                                     |
| Minentaucherzug 1                   | Minentaucherzug 1                    | Minentaucherzug 1            | Minentaucherzug 1                 | Minentaucherzug 1                 | Minentaucherzug 1       | Minentaucherzug 2                                               | Minentaucherzug 2                    | Minentaucherzug 2                    | Minentaucherzug 2                    | Minentaucherzug 2                   | Minentaucherzug 2                   |
| Bordeinsatzkompanie                 |                                      |                              |                                   |                                   |                         |                                                                 |                                      |                                      |                                      |                                     |                                     |
| Einsatzzug 1                        | Einsatzzug 1                         | Einsatzzug 1                 | Einsatzzug 1                      | Einsatzzug 1                      | Einsatzzug 1            | Einsatzzug 2                                                    | Einsatzzug 2                         | Einsatzzug 2                         | Einsatzzug 2                         | Einsatzzug 2                        | Einsatzzug 2                        |
| Ausbildungsinspektion               |                                      |                              |                                   |                                   |                         |                                                                 |                                      |                                      |                                      |                                     |                                     |
| Kampfschwimmer-Ausbildung           | Kampfschwimmer-Ausbildung            | Kampfschwimmer-Ausbildung    | Minentaucher-Ausbildung           | Minentaucher-Ausbildung           | Minentaucher-Ausbildung | Boarding-Ausbildung                                             | Boarding-Ausbildung                  | Boarding-Ausbildung                  | Spreng-Ausbildung                    | Spreng-Ausbildung                   | Spreng-Ausbildung                   |
| Taucherschulboot A 1441 Langeoog    |                                      |                              |                                   |                                   |                         |                                                                 |                                      |                                      |                                      |                                     |                                     |

## Ausrüstung
Zur Erfüllung ihrer Aufgaben verfügten die SEK M über zwei Mehrzwecklandungsboote der Barbe-Klasse: Lachs und Schlei. Darüber hinaus standen für die Taucherausbildung das Minentauchereinsatzboot Rottweil und das Taucherschulboot Langeoog zur Verfügung.

## Einsätze

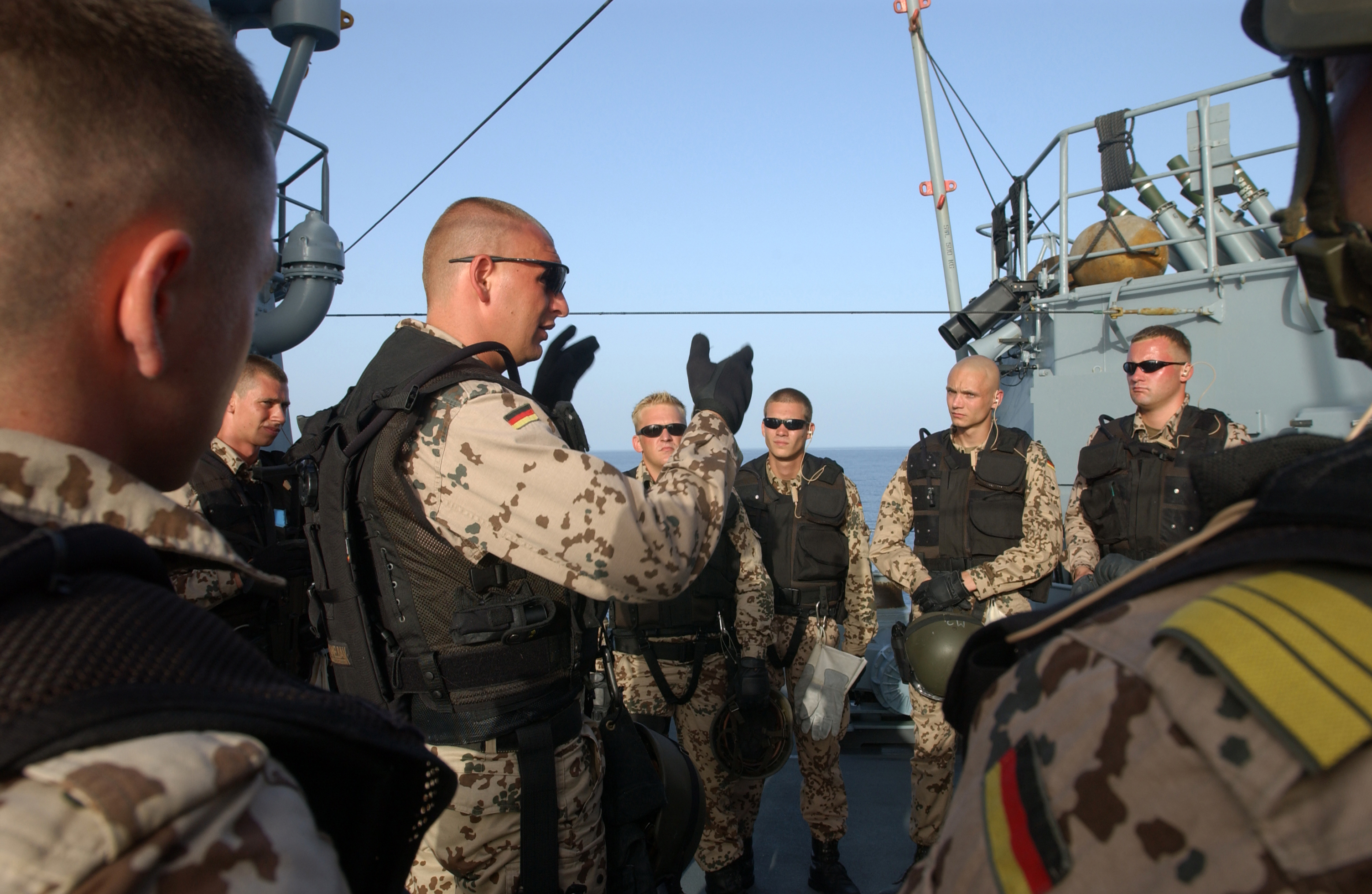
Einweisung des Boarding Teams der Fregatte Augsburg vor einem Einsatz im Rahmen der Operation Enduring Freedom 2004

- Teilnahme an der Operation Enduring Freedom (seit November 2001)
- Teilnahme an der ISAF (seit Dezember 2001)
- Teilnahme an der Interimstruppe der Vereinten Nationen in Libanon (seit September 2006)
- Teilnahme an der Operation Atalanta (seit 2008)

## Kommandeure
- 25. November 2010 – 1. Oktober 2013: Stephan Plath
- 1. Oktober 2013 – 2014: Jörg Buddenbohm